# Антипов, Евгений Игоревич
Евгений Игоревич Антипов (род. 1958, Ленинград) — российский художник, педагог, поэт, критик и эссеист.

## Биография
Учился в ленинградской художественной школе № 4 (1971—1974), в 1976 году окончил школу-интернат спортивного профиля № 62, в 1987 году окончил Ленинградский инженерно-строительный институт, по образованию архитектор.

### Спортивная деятельность
Активно занимался спортом, в 1975—1982 гг. являлся членом сборной Ленинграда по лёгкой атлетике, был победителем всесоюзных соревнований среди юношей в беге на средние дистанции и рекордсменом Ленинграда в стипль-чезе среди молодёжи, чемпионом армии (ВВС) в беге на 5000 и 10000 метров, призёром всесоюзных соревнований на 3000 м с/п.
Младший брат Антипов Павел Игоревич (1964—2022) — член сборной СССР по биатлону. Чемпион мира среди юниоров, бронзовый призёр Всесоюзных Молодёжных игр, пятикратный чемпион СССР, серебряный призёр этапа кубка мира.

### Художественная деятельность
Участник многочисленных художественных выставок в России и за рубежом. Живописные работы Антипова хранятся в музеях, фондах, частных коллекциях России и за границей, а также включены в антологию «Три века русской живописи», в альбом, выпущенный к 300-летию Санкт-Петербурга «Петербургский портрет», в альбом «Художники Петровской академии», в антологию «100 портретистов XX века» (Австрия).

Автор портретной серии выдающихся современников — деятелей культуры, искусства и спорта: двукратного олимпийского чемпиона, биатлониста Дмитрия Васильева, трёхкратной олимпийской чемпионки, бегуньи Татьяны Казанкиной, народной артистки СССР, балерины Галины Мезенцевой, заслуженного тренера России по фигурному катанию Тамары Москвиной, писателя Андрея Битова, заслуженного артиста России, солиста Большого театра Петра Мигунова, поэта Виктора Сосноры и др.

С 1989 года член Союза художников СССР.  Его члены отмечали талант Евгения Антипова, однако, все его работы – «заворачивали». За всё время в Союзе художников было выставлено всего 8 картин, хотя по уставу должно было быть не менее 60.
С 1997 года член-корреспондент Петровской академии наук и искусств, с 2000 года — академик.

### Педагогическая деятельность
Преподавал на кафедре живописи и рисунка в Ленинградском инженерно-строительном институте.
В 1999—2003 годы преподавал на историческом факультете СПбГУ, с 2003 года преподаёт на кафедре рисунка СПбГАСУ.

### Литературная деятельность
Евгений Антипов автор девяти книг — проза, поэзия, эссеистика, — и многочисленных публицистических статей. Печататься в периодике начал с 1987 года. Принципиальный этап литературного становления Евгения Антипова связан со временем знакомства с творчеством Виктора Сосноры и сближения с самим поэтом, в литобъединение которого Антипов был старостой в 1985—1991 годы.

Публиковался в журналах «Аврора», «Бельские просторы», «Бизнес», «Вестник Петровской академии», «Зинзивер», «Изящная словесность», «Крещатик», «МастерОК», « Нева», «Невский альманах», «Неворус», «Новосибирские огни», «Родомысл», «Русский джокер», «Северная Аврора».
Член Союза писателей России.
После выхода двух книг писателя приглашают на «Радио Петербург» в качестве эксперта при создании звуковой поэтической антологии, на его стихи петербургский композитор В. Малаховская создаёт вокальный цикл «Летучие голландцы».

Эссе Антипова «Век авангарда: подытожим» (СПБ., 2000) звучало в радиоэфире «Радио Петербурга», и «Радио Марии», цитировалось Андреем Карауловым в телепередаче «Момент истины», значится в списке литературы, рекомендованной студентам-искусствоведам.

### Общественная деятельность
Куратор литературного клуба «XL», президент Ассоциации творческих объединений Северо-Запада, член оргкомитета Международного литературного фестиваля «Петербургские мосты», зав. отделом «Периферическое зрение» в альманахе «Молодой Петербург»
Член общественной организации под названием «Российский межрегиональный союз писателей»
,
Действительный член общественной организации под названием "Академия русской словесности им. Г. Р. Державина.

## Награды и премии
Лауреат Ленинградского конкурса поэзии, посвящённого 70-летию ВЛКСМ (1987), финалист Всесоюзного конкурса поэзии (1991), лауреат Премии «Созидатель» (2006), «Молодой Петербург» (2009), «Русский Гофман» (2019). Награждён орденами «Польза, честь и слава» и «За службу России», включён в Энциклопедию известных людей Санкт-Петербурга и международный справочник «Кто есть кто в России».
Участник международного социально-культурного проекта «Созидающий мир», цель которого укрепление международных культурных связей, обмен творческим опытом и содействие развитию изобразительного искусства, литературы и киноискусства.